# Vanellus tricolor
La pavoncella tricolore o pavoncella fasciata (Vanellus tricolor, Vieillot, 1818), è un uccello della famiglia dei Charadriidae.

## Sistematica
Vanellus tricolor non ha sottospecie, è monotipico.

## Distribuzione e habitat
Questo uccello vive nell'Australia meridionale e in Tasmania.